# Piechowice
Piechowice é um município da Polônia, na voivodia da Baixa Silésia e no condado de Jelenia Góra. Estende-se por uma área de 43,22 km², com 6 314 habitantes, segundo os censos de 2017, com uma densidade de 146 hab/km².